# Dolichoderus quadridenticulatus
Dolichoderus quadridenticulatus é uma espécie de formiga do gênero Dolichoderus.